# Літературно-мистецький клуб у Торонто
Літературно-мистецький клуб — створений у 1952 у місті Торонто, Канада українськими діячами культури, які почали приїжджати до Канади в кінці 1940-х і на початку 1950-х. 
Очолював клуб Анатоль Курдидик — український письменник, поет, журналіст, громадський діяч.

## Учасники
Станом на липень 1954:
- Улас Самчук — почесний голова,
- Анатоль Курдидик — голова,
- Богдан Гошовський — заступник голови,
- Василь Шимко — секретар,
- Іван Гірняк, Василь Гуцуляк, Льонґин Дреботій, Степан Ковальський, Ніна Мудрик, Федір Одрач — члени правління.

## Діяльність
У каталозі Образотворчої виставки молодих українських мистців у Торонто, що відбулася в грудні 1955 року під егідою Літературно-мистецького клубу, голова Образотворчої секції клубу Михайло Дмитренко писав:
| На порозі активізації дальшої діяльности Української Спілки Образотворчих Мистців конечно є зробити перегляд молодих творчих сил. Із цією метою образотворча секція Літературно-Мистецького Клюбу у Торонті організувала Виставку молодих українських мистців, які в останніх роках закінчили студії в Артистичних школах та Академіях і вже готові поповнити ряди старших мистців у їх змаганнях за високі позиції українського образотворчої культури. |
Образотворча Секція цього клубу стала зародком окремої організації під назвою «Спілка українських образотворчих мистців» (УСОМ). Задум постав наприкінці 1955 року, а вже 1956 року УСОМ розпочала свою діяльність.